# Samuel Wyatt

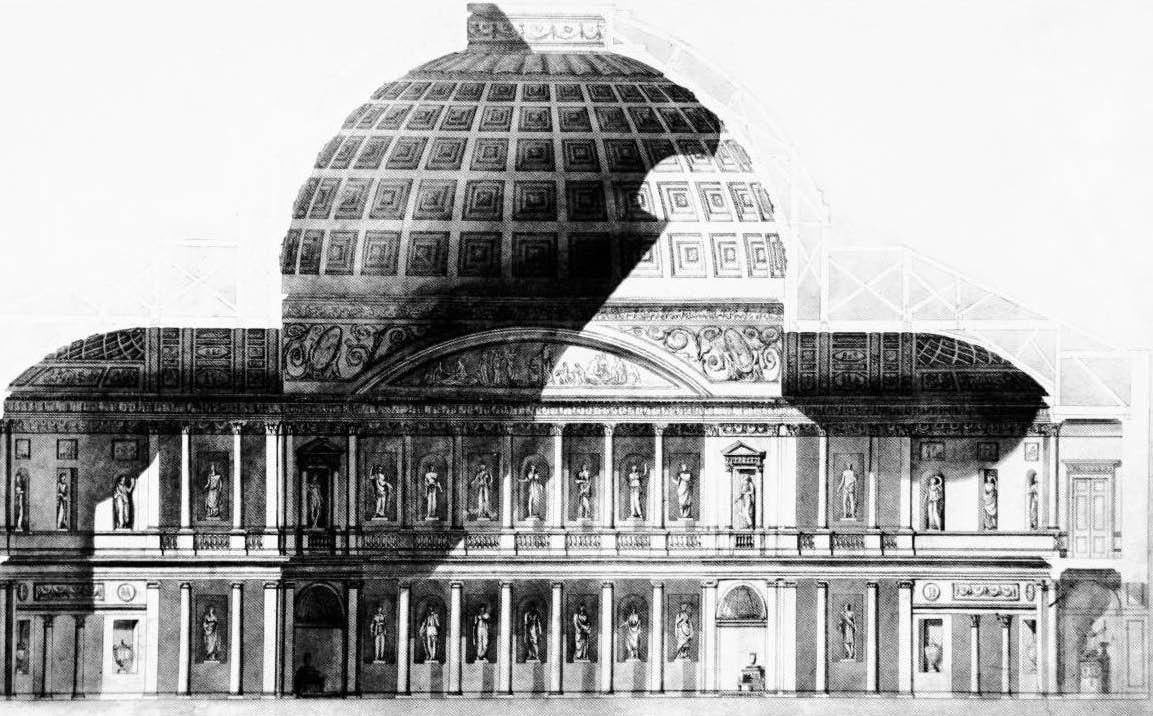
Pantheon, Einkaufszentrum, Querschnitt der Rotunde mit der Kuppel und den Kolonnaden.

Samuel Wyatt (* 8. September 1737 in Weeford, Staffordshire; † 8. Februar 1807 in London) war ein englischer Architekt und Ingenieur. Als Mitglied der Familie Wyatt, zu der mehrere namhafte englische Architekten des 18. und 19. Jahrhunderts gehörten, war seine Arbeit hauptsächlich im neoklassizistischen Stil.

## Biografie
In seinen Zwanzigern war Wyatt selbstständiger Tischlermeister und später bei Robert Adams Beschäftigter in der Kedleston Hall in Derbyshire, einem epochalen Werk der englischen neoklassizistischen Architektur.
Später arbeitete er mit seinem Bruder James Wyatt am Pantheon, einer Shopping Mall, im südlichen Teil der Oxford Street in London, die zur Zeit ihrer Inbetriebnahme 1772 über eine der weitgespanntesten profanen Kuppeln in England verfügte.
Er entwarf neoklassizistische Landhäuser wie den Tatton Park in Cheshire, das Trinity House in London und das Digswell House in Hertfordshire.
Wyatts Schaffen war vielfältig. Er entwarf die Albion Mills in London, Industriemühlen, die als erste durch Dampfmaschinen angetrieben wurden, und patentierte Entwürfe für Gusseisenbrücken.
Er entwarf vorbildliche Wirtschaftsgebäude, Wohngebäude und mehrere Leuchttürme, darunter die in Dungeness und Flamborough Head.
Von 1784 bis 1807 arbeitete Wyatt als Architekt für das Anwesen in Holkham Hall. Er entwarf mehrere Bauernhöfe, 'The Great Barn', sowie den neuen Gemüsegarten mit seinen Treibhäusern, darunter 'The Vinery'. Für diese Gebäude verwendete er einen vereinfachten neoklassizistischen Stil.

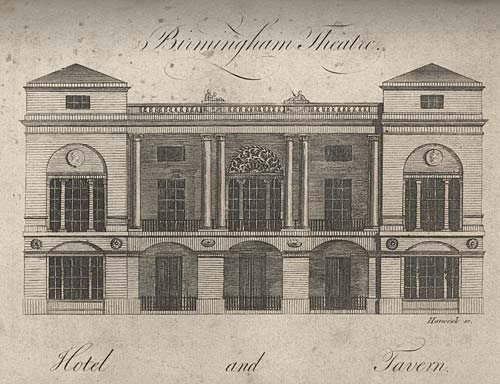
Das Theatre Royal, Birmingham im Jahre 1780

Samuel Wyatt entwickelte eine Freundschaft mit Matthew Boulton, für den er 1789 das Soho House im Handsworth  Staffordshire (heute Birmingham) entwarf. Zuvor empfahl Boulton ihn 1777 den Inhabern des Theatre Royal in der New Street in Birmingham 1780 wurde nach einem Entwurf von Wyatt ein Portikus aus gekoppelten ionischen Säulen zwischen gewölbten Flügeln an der Vorderseite des Theaters angebracht. Es wird auch angenommen, dass er von Boulton James Watt empfohlen wurde, für den Wyatt das Heathfield House in Handsworth entworfen hat. Dies wurde 1790 fertiggestellt. Er war auch für die Arbeit in der Moseley Hall in der Moseley-Gegend von Birmingham verantwortlich.
Mit Charles Heathcote Tatham entwarf er das Dropmore House in Buckinghamshire, das in den 1790er Jahren für den damaligen Premierminister William Grenville, 1. Baron Grenville erbaut wurde, der 1807 das Gesetz zur Abschaffung des Sklavenhandels durchgesetzt hatte. Um die Wende des 18. Jahrhunderts baute er die Shugborough Hall für Thomas Anson, 1st Viscount Anson um und erweiterte sie.
St Paul’s Church (Birmingham) basierte auf Plänen von Roger Eykyn, mit Änderungen von Samuel Wyatt.

Samuel Wyatt’s architektonisches Werk
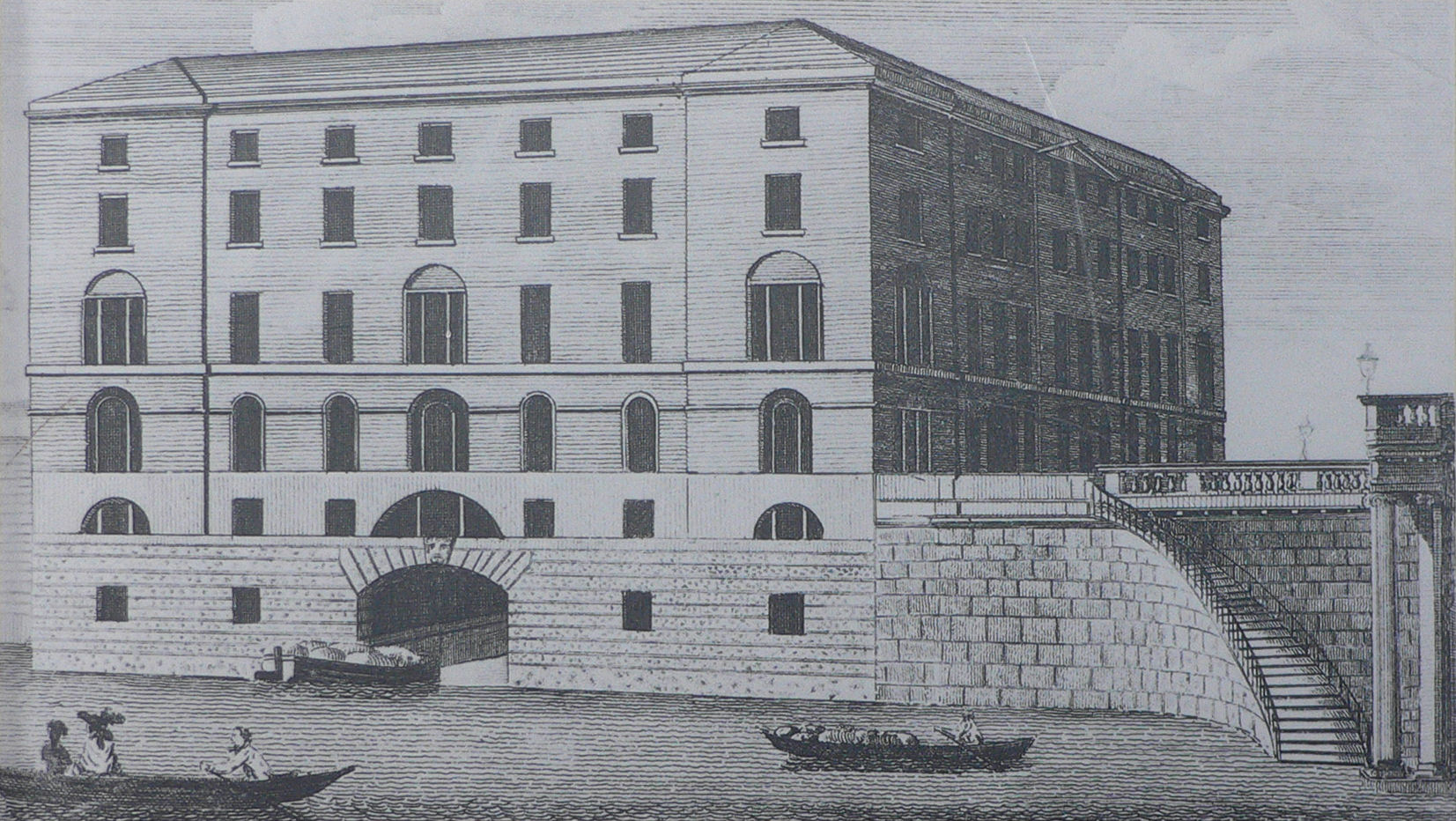
Albion Mills, Southwark
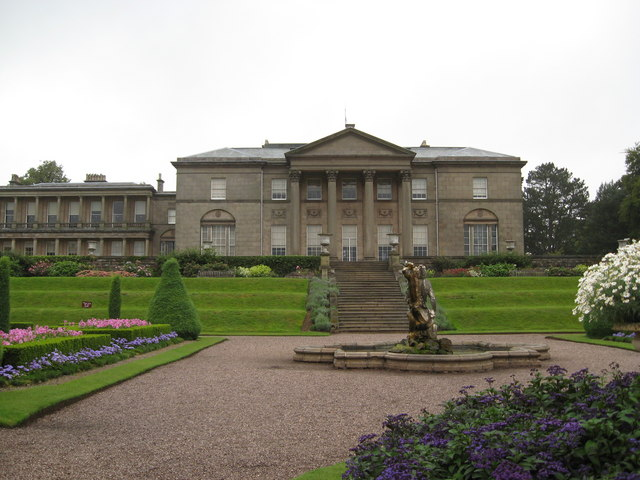
Tatton Hall, Cheshire
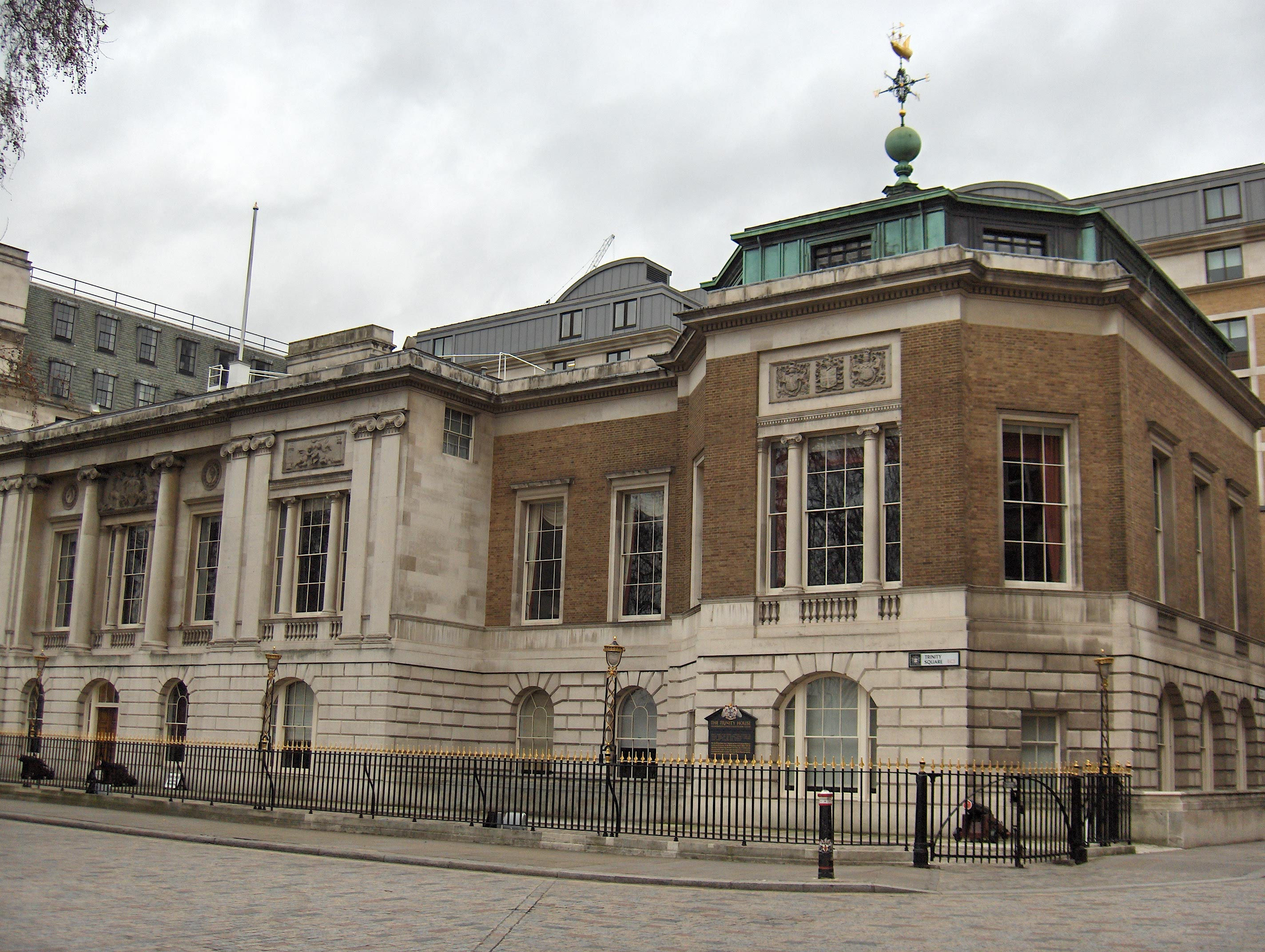
Trinity House, London Wyatts Beitrag ist die Kalksteinblende der linken Hälfte
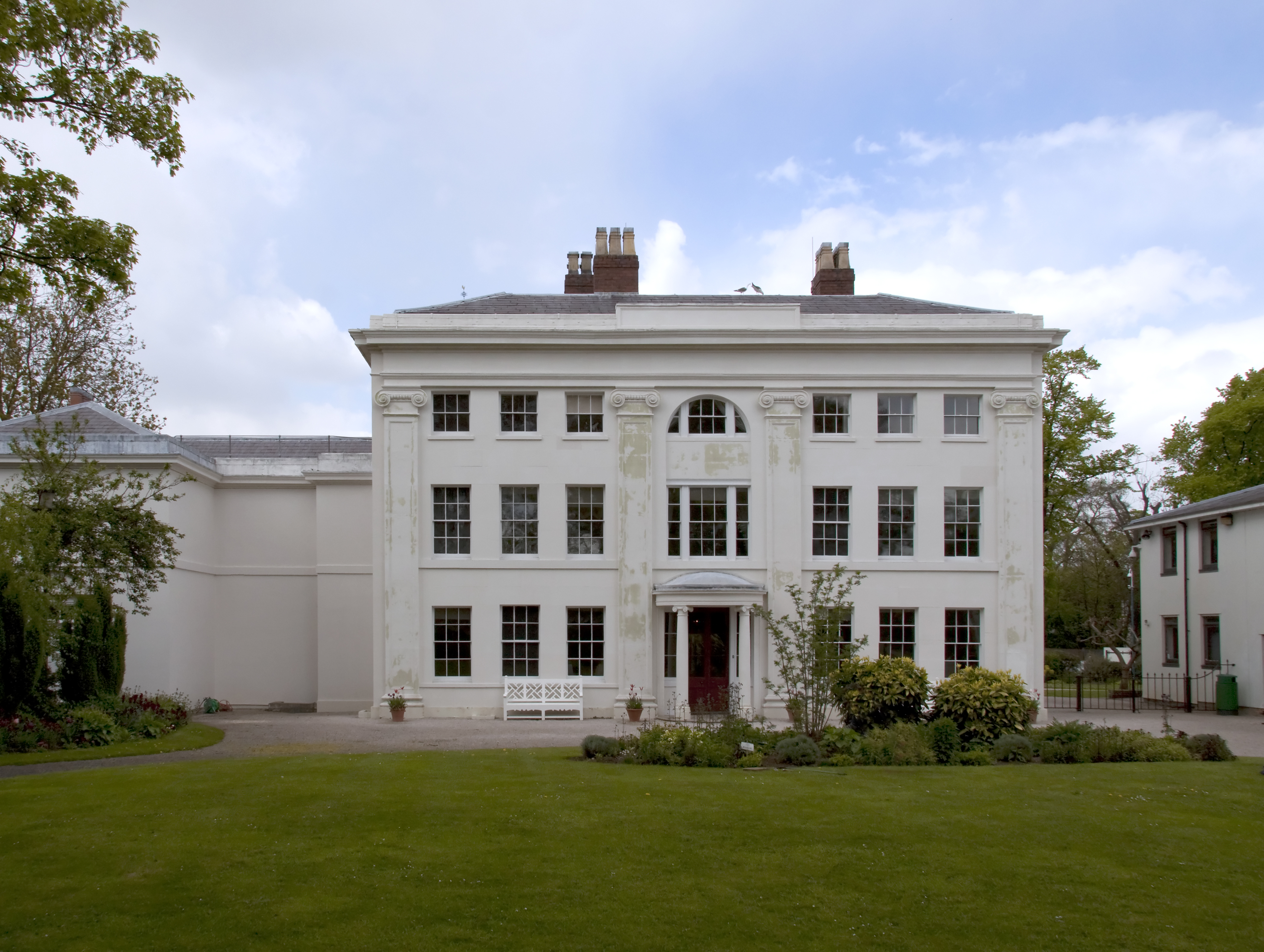
Soho House, Staffordshire
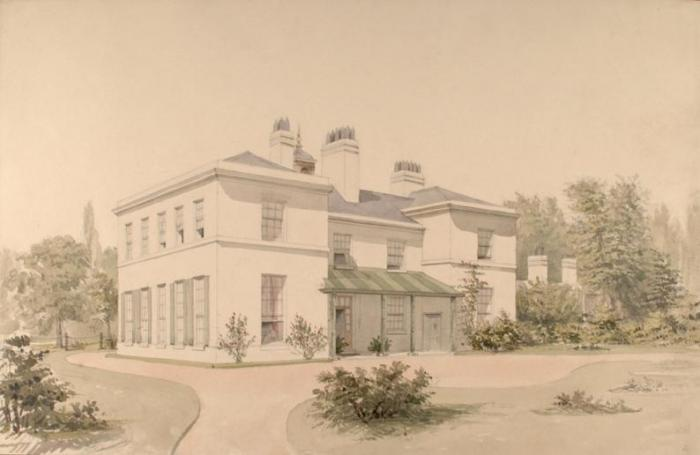
Heathfield Hall, 1789 von James Watt als Wohnsitz beauftragt, Gemälde von Allen Edward Everitt 1835
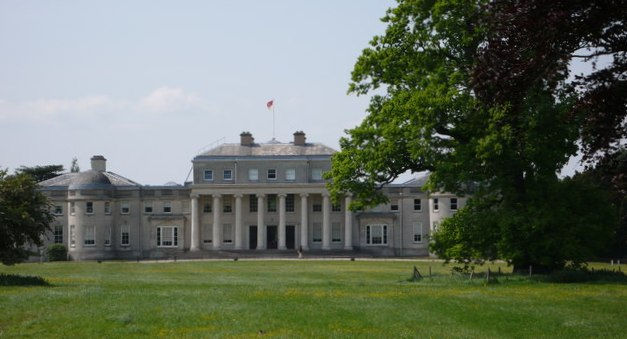
Shugborough Hall, Staffordshire
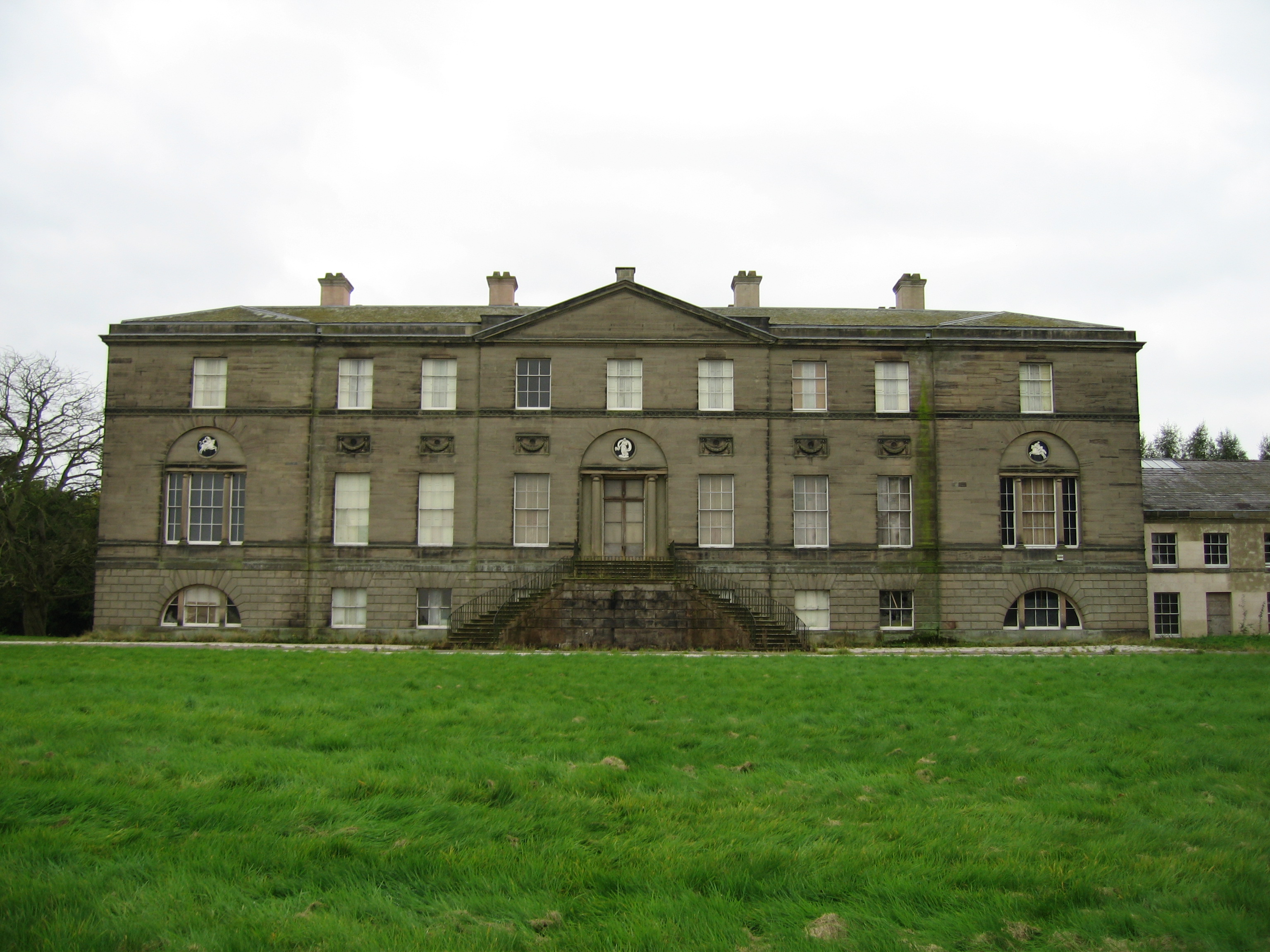
Doddington Hall, Cheshire
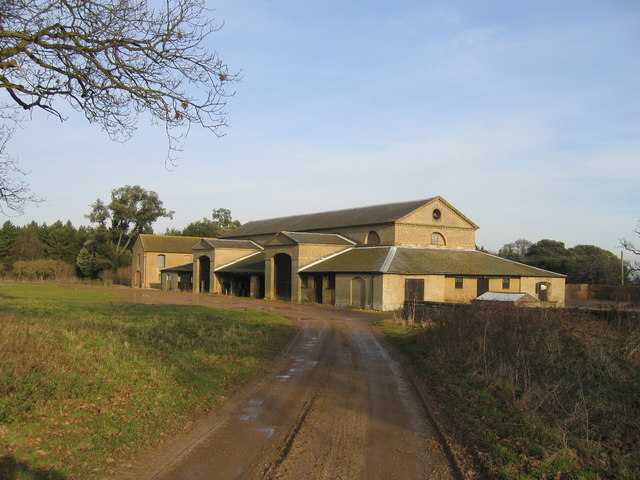
The Great Barn, Holkham estate Norfolk
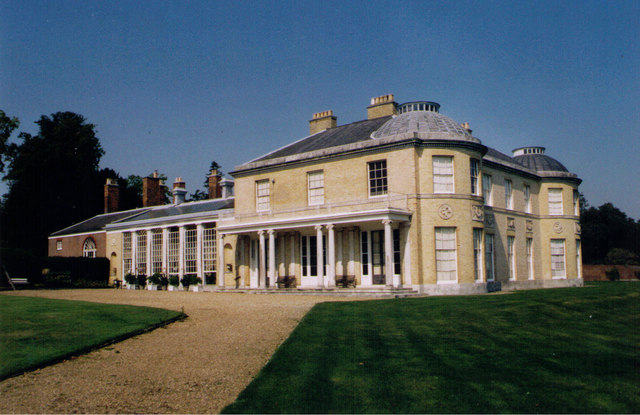
Belmont House, Throwley, Kent, von 1789 bis 1793 errichtet für  Colonel John Montresor, Fotografie von Michael FORD
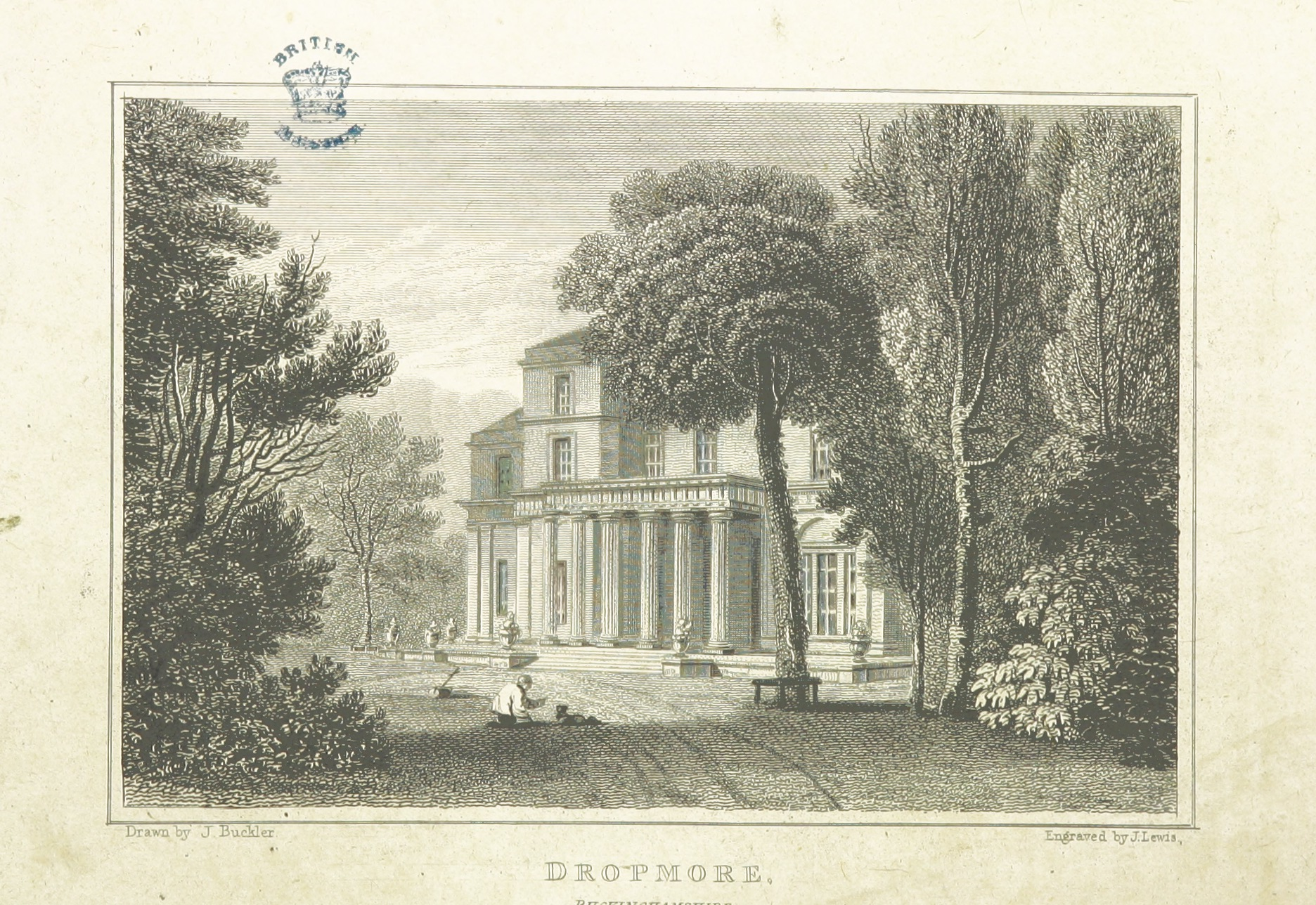
Das Dropmore House in Buckinghamshire entwarf er mit Charles Heathcote Tatham in den 1790er Jahren.

## Bionik
„Ich entnahm diese Idee aus der Natur, die überall mit dem geringsten Aufwände den größtmöglichen Effect hervorbringt, und deswegen allerwärts, wo sie steife Körper nöthig hat, Röhren hat, wie z. B. die Knochen der Thiere, die Strohhalmen und mehr oder weniger alle andere Pflanzen, die Federn der Vögel etc.“

Samuel Wyatt’s Gusseisen-Rohr-Brücken-Konstruktion
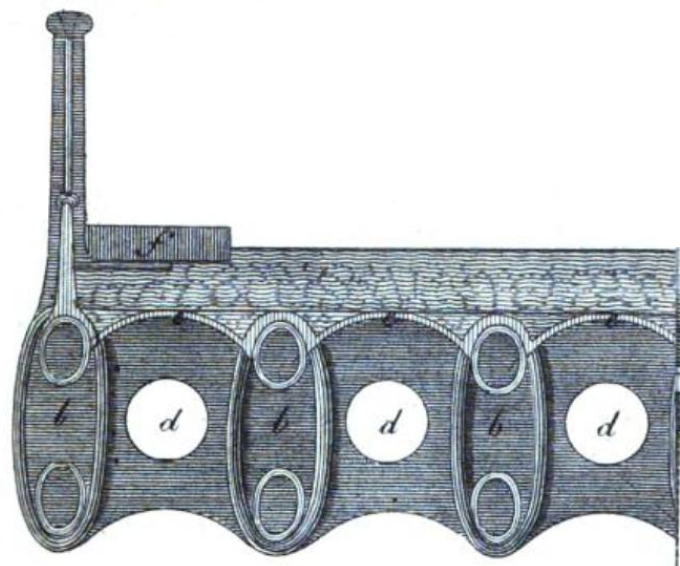
Querschnitt von Samuel Wyatts Entwurf der Gusseisen-Röhren-Brücke von 1800
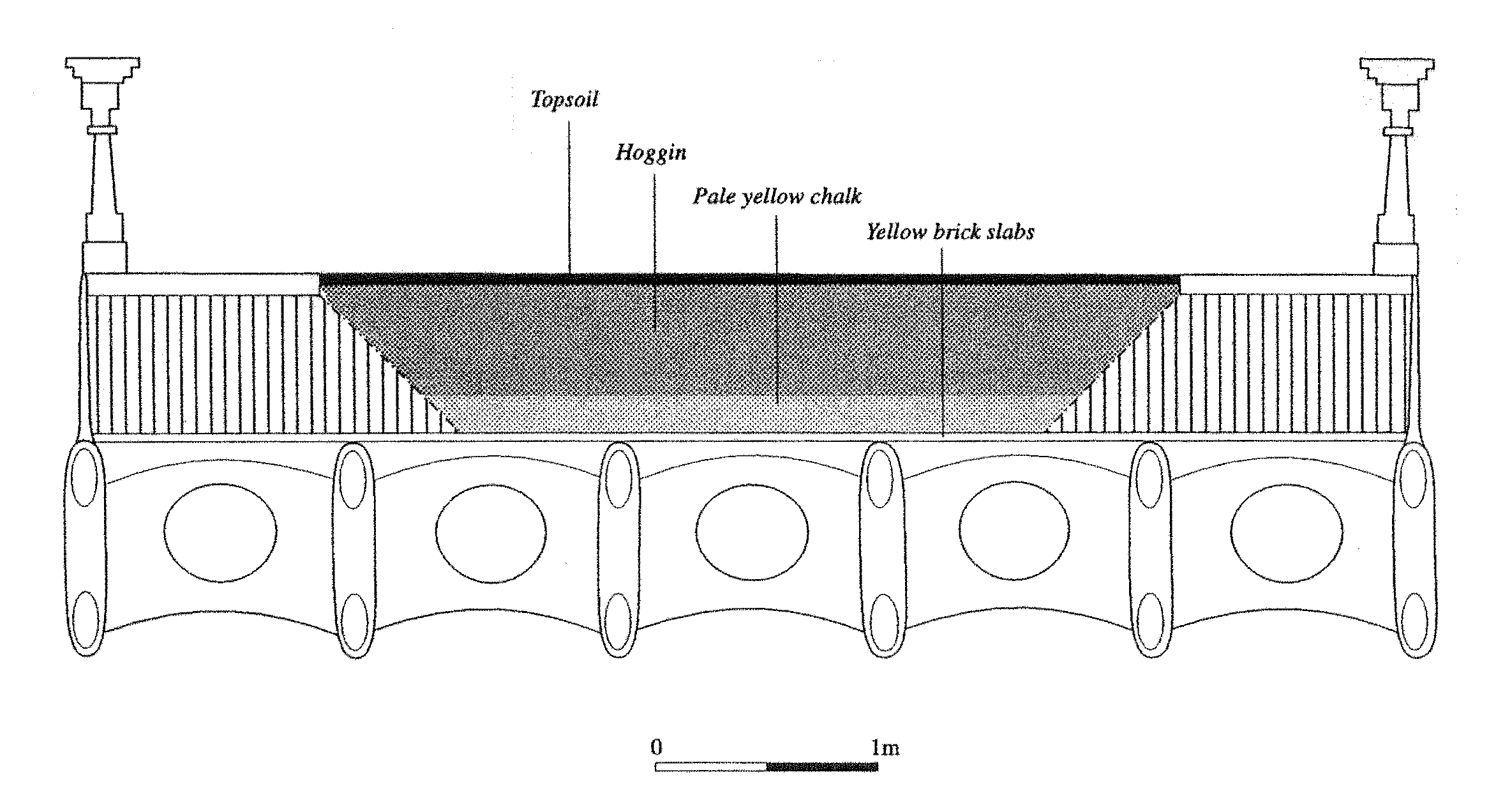
Querschnitt der Brücke, der die Struktur und die Füllung zeigt, die 1998 bei Wartungsarbeiten freigelegt wurden.